# Сашо Филиповски
Сашо Филиповски (Љубљана, 6. септембар 1974) је словеначки кошаркашки тренер.

## Биографија
Сашо Филиповски је рођен у Љубљани а пореклом је из Северне Македоније. Његов отац Филип Филиповски је био голман ФК Вардар, а мајка му је била одбојкашица. Сашо је тренирао кошарку у млађим селекцијама али је због повреде одустао од активног бављења кошарком. Похађао је Факултет за спорт у Љубљани.
Тренерску каријеру почиње 1996. године као помоћник Змагу Сагадину у љубљанској Олимпији, и њих двојица заједно сарађују наредних шест сезона. Након преласка Сагадина у Црвену звезду 2002. године, Филиповски остаје у Олимпији али овога пута као помоћник новог тренера Томе Махорича. После једне сезоне Махорич добија отказ, након чега је тада 29–годишњи Филиповски постављен за главног тренера Олимпије. За две сезоне на клупи Олимпије, освојио је две титуле првака Словеније, један Куп као и два Суперкупа. Поред тога је одвео Олимпију у ТОП 16 фазу Евролиге у сезони 2003/04. Након две сезоне на функцији главног тренера, Филиповски је напустио Олимпију. Ипак, крајем новембра 2005. се вратио у клуб, али овога пута опет као помоћник Змагу Сагадину.
Током лета 2006. године преузима пољски Туров Згожелец. Са овим клубом је два пута био вицешампион Пољске (2007, 2008) а поред тога их је одвео и на фајнал-ејт УЛЕБ купа у сезони 2007/08. Такође је два пута добио награду за најбољег тренера у Пољској. Водио је Туров до марта 2009. када је преузео Локомотиву Ростов. Завршио је сезону 2008/09. у Локомотиви, почео је и наредну 2009/10, (када се клуб преселио у Краснодар и понео име Локомотива Кубањ) али је поднео оставку у децембру 2009, превасходно због слабих резултата у ФИБА Еврочеленџу.
Током лета 2010. године почиње да ради као помоћник Душку Вујошевићу у московском ЦСКА. Крајем новембра исте године, Вујошевић је добио отказ а са њим је клуб напустио и Филиповски. У јануару 2011, Филиповски поново постаје главни тренер и преузима италијанску Виртус Рому (тада под спонзорским именом Лотоматика), са којом потписује уговор до краја сезоне 2011/12. Водио је Рому у ТОП 16 фази Евролиге 2010/11, и остварио је учинак од две победе и четири пораза. Иако је имао уговор и за наредну сезону, Филиповски је 17. јуна 2011. споразумно раскинуо сарадњу са Ромом како би се вратио у љубљанску Олимпију.
Дана 18. јуна 2011. је по други пут у каријери постављен за тренера Олимпије, потписавши трогодишњи уговор са клубом. Током свог другог боравка у Олимпији, Филиповски је списку освојених трофеја додао још два словеначка Купа. Ипак, клуб је бележио слабе резултате у Евролиги а поред тога није освојена ни титула првака Словеније. Крајем априла 2013. године, Филиповски је добио отказ.
У новембру 2014. је преузео пољску Зјелона Гору. За две сезоне у екипи Зјелоне Горе је освојио две титуле првака Пољске, уз још по један национални Куп и Суперкуп. У јулу 2016. преузима турски Банвит. Филиповски је у фебруару 2017. водио Банвит до освајања Купа Турске, што је иначе први трофеј у клупској историји. Банвит је до трофеја Купа стигао након што је прво у четврфиналу елиминисао Бешикташ, а затим су савладана два Евролигаша, Галатасарај у полуфиналу а потом и Анадолу Ефес у финалној утакмици. Поред овога, Филиповски је водио Банвит до финала ФИБА Лиге шампиона у сезони 2016/17, али је тамо поражен од шпанског Тенерифеа. Након две сезоне на клупи Банвита, Филиповски је јуна 2018. преузео екипу Монака. Ипак, није успео да проведе целу сезону на клупи Монака, јер је већ у фебруару 2019. смењен а на његово место је доведен Саша Обрадовић. Филиповски је одвео Монако до ТОП 16 фазе Еврокупа, али је у одлучујућем сусрету за пласман у четвртфинале изгубио од Лијетувос ритаса. У првенству Француске је био на средини табеле са скором 11-9.
Дана 5. новембра 2020. године је постављен за тренера Партизана.

## Тренерски успеси

### Клупски
- Олимпија Љубљана:
  - Првенство Словеније (2): 2003/04, 2004/05.
  - Куп Словеније (3): 2005, 2012, 2013.
  - Суперкуп Словеније (2): 2003, 2004.
- Зјелона Гора:
  - Првенство Пољске (2): 2014/15, 2015/16.
  - Куп Пољске (1): 2015.
  - Суперкуп Пољске (1): 2015.
- Банвит:
  - Куп Турске (1): 2017.

### Појединачни
- Најбољи тренер Првенства Пољске (3): 2006/07, 2007/08, 2015/16.